# Villanueva de Córdoba (kommun)
Villanueva de Córdoba är en kommun i Spanien.   Den ligger i provinsen Province of Córdoba och regionen Andalusien, i den centrala delen av landet, 250 km söder om huvudstaden Madrid. Antalet invånare är 9 440.